# Платсберг Вест (Њујорк)
Платсберг Вест (енгл. Plattsburgh West) насељено је место без административног статуса у америчкој савезној држави Њујорк.

## Демографија
По попису из 2010. године број становника је 1.364, што је 75 (5,8%) становника више него 2000. године.
| Група             | 2000.         | 2010.         |
| Белци             | 1.228 (95,3%) | 1.287 (94,4%) |
| Афроамериканци    | 18 (1,4%)     | 20 (1,5%)     |
| Азијати           | 8 (0,6%)      | 7 (0,5%)      |
| Хиспаноамериканци | 14 (1,1%)     | 22 (1,6%)     |
| Укупно            | 1.289         | 1.364         |